# Donbass (Film)
Donbass (ukrainisch Донбас) ist ein international koproduziertes Filmdrama von Sergei Loznitsa aus dem Jahr 2018. Gedreht wurde er in Krywyj Rih, 300 km westlich von Donezk. Der Film wurde bei mehreren Festivals, unter anderem dem Filmfestspielen von Cannes 2018, gezeigt, wo er auch einen Preis gewann.

## Handlung
Die kaum miteinander verknüpften dreizehn Szenen des Films befassen sich mit dem Konflikt zwischen der Ukraine und der von Russland unterstützten Volksrepublik Donezk Mitte der 2010er-Jahre.
Seit 2014 kämpfen ukrainische Regierungstruppen gegen prorussische Separatisten. Für die Bewohner des Donezbeckens (Donbass) gehört der Krieg inzwischen zum Alltag. Die Gesellschaft wird als Kollateralschaden zwischen den Großmächten, die hier ihren Kampf austragen, aufgerieben. Doch obwohl die Strukturen im Bürgerkrieg bröckeln und sich die Situation nicht verbessert, richtet sich das Auge der Medien und damit der potenziell Beteiligten selten sehr intensiv auf diese Region. Viele Bewohner der Region versuchen, in dem alltäglich gewordenen Chaos ihr normales Leben zu Hause weiterzuführen. Aus Rache für einen vermeintlichen Rufmord kippt eine Politikerin einem Chefredakteur Fäkalien über den Kopf. Währenddessen verstecken sich verängstigte Menschen in einer Bunkeranlage, weil oben unerbittlich geschossen wird. Mittendrin ist auch der deutsche Journalist Michael Walter, dessen Aufgabe als Reporter weder bei der Einreise noch vor Ort leicht gemacht wird.

## Produktion
Der Film wurde international koproduziert – von der Ukraine (Arthouse Traffic Company), Deutschland (Ma.ja.de.), Frankreich (JBA Production), den Niederlanden (Granitfilm, Wild at Art) und Rumänien (Digital Cube).
Das ursprüngliche Budget des Films betrug 41 Millionen UAH, aber bis zum Zeitpunkt der Hauptdreharbeiten war es auf 71 Millionen 340.000 UAH gestiegen, was einer staatlichen Beteiligung der Ukraine von 16,7 Millionen UAH entspricht. Die Eurimages Foundation stellte zusätzlich 330.000 € für den Film zur Verfügung. Ein großes internationales Team, darunter auch Russen, arbeitete an dem Werk. Die Dreharbeiten zu den Spielepisoden begannen am 8. Februar 2018 in der Nähe von Krywyj Rih, im Bezirk Ternowski der Region Dnipropetrowsk und dauerten in der ersten Phase vier Tage und endeten Ende März, nur sechs Wochen vor der Premiere in Cannes.

## Rezeption

### Kritiken
Donbass hat eine Zustimmungsrate von 88 % auf der Review Aggregator Website Rotten Tomatoes, basierend auf 43 Rezensionen, und eine durchschnittliche Bewertung von 7.30/10. Der kritische Konsens der Website lautet: „Brutal kraftvoll und brillant gefilmt, Donbass illustriert die Unmenschlichkeit des Menschen mit viszeraler Effektivität“. Es hat auch eine Punktzahl von 79 von 100 auf Metacritic, basierend auf 9 Kritikern, was auf „allgemein positive Kritiken“ hinweist.
In der 2021 erstellten Liste der 100 besten Filme in der Geschichte des ukrainischen Kinos landete der Film auf dem vierzehnten Platz.

### Auszeichnungen
Donbass wurde als Eröffnungsfilm in der Sektion Un Certain Regard bei den Filmfestspielen von Cannes 2018 ausgewählt. Er wurde als ukrainischer Beitrag für den besten fremdsprachigen Film bei der 91. Oscar-Verleihung ausgewählt, aber nicht nominiert.  Beim 49. International Film Festival of India gewann er als bester Film den Golden Peacock. Loznitsa gewann bei den Filmfestspielen von Cannes 2018 den Preis „Un Certain Regard“ für die beste Regie. Außerdem gewann er die Silberne Pyramide, auch bekannt als Spezialpreis der Jury für die beste Regie, auf dem 40. Internationalen Filmfestival von Cairo, zusammen mit dem thailändischen Regisseur Phuttiphong Aroonpheng für Kraben rahu.